# لایس نانس
لایس نانس (به انگلیسی: Lais Nunes؛ زادهٔ ۳ نوامبر ۱۹۹۲) یک کشتی‌گیر آزادکار اهل برزیل است. وی سابقه حضور در المپیک ۲۰۲۰ توکیو را دارد.